# Alexandru Tobă
Alexandru Tobă (n. 24 iunie 1939) a fost un deputat român în legislatura 1992-1996, ales în județul Dolj pe listele PDSR. Pe data de 9 februarie 1993 deputatul Alexandru Tobă  a demisionat și a fost înlocuit de deputatul Vintilă Nicu.